# Chilseok
Chilseok (칠석) är en koreansk högtid som hålls den sjunde dagen under den sjunde månaden enligt månkalendern. År 2015 är detta den 20 augusti enligt gregorianska kalendern och år 2016 kommer det vara den 9 augusti.

## Bakgrund
Legenden handlar om två personer som var kära i varandra men som trots sin förälskelse endast kunde mötas en gång per år. Jingnyeo (직녀) var dotter till himlens härskare Jadekejsaren (옥황상제) och blev förälskad i pojken Gyeonu (견우) som var fåraherde i människornas värld. Kärleken mellan de två gjorde däremot Jadekejsaren arg då den fick paret att sluta fokusera på sina arbeten. Han såg därmed till att hålla dem borta från varandra genom att placera Vintergatan (은하수) mellan dem, men tillät ändå att de fick träffa varandra en gång per år, dvs. den 7 juli enligt månkalendern.
Den här berättelsen berättas inte bara i Korea utan även i Kina och Japan. Chilseok, liksom den japanska varianten Tanabata, har sitt ursprung från den traditionella kinesiska festivalen Qixi.

## Tradition
På Chilseok samlas människor och deltar i aktiviteter till minne av den sorgliga kärlekshistorien om Jingnyeo och Gyeonu. Även om alla hjärtans dag också firas i Korea ses ofta Chilseok som en liknande högtid och det hålls många evenemang med fokus på kärlekspar.
Stjärnorna Altair (견우성) och Vega (직녀성) representerar Gyeonu respektive Jingnyeo och på Chilseok skickar folk önskningar till dessa stjärnor. Man förbereder först en måltid som består av koreanska meloner som kallas "Chamoe" (참외) och även gurka. Maten placeras sedan på en plats där stjärnorna kan ses och därefter skickar man sin önskan.
Om det regnar på Chilseok sägs det enligt folklore att det är Jingnyeo och Gyeonu som fäller tårar i samband med att de gör sig redo att lämna varandra.